# Старое Никулино
Старое Никулино — село в Цильнинском районе, Ульяновской области. Входит в Новоникулинское сельское поселение.

## История
Предположительно поселение начало образовываться в 1648 года (с началом строительства города Симбирска). Любим Петров и Ананий Федосеев Микулины, братья Митрофан и Парфен Петровы Саврасовы получили земельные угодья верховьях речки Бирюча. Рядом с ними землю получили боярские дети Иван Алексеев Стафутин, Василий и Григорий Клементьевы Ширшины. Была образована деревня Микулино. В 1678 деревня становиться селом с населением — 80 человек, а к 1765 году село уже именуется Старое Никулино. На месте раннего расположения села была построена в 1660 году церковь «Во имя Казанской Божьей Матери», которая впоследствии сгорела.
При создании Симбирского наместничества в 1780 году, было село Старое Никулино и деревня Микулина, она же Полыншина, которые вошли в состав Тагайского уезда.
При освобождении крестьян от крепостного права в 1861 году, село Старое Никулино прекратило своё существование. Незадолго до освобождения крестьян, коренные помещики села Старое Никулино — Глядовы, продали свою землю с усадьбою помещику села Волынщицы Василию Петровичу Чуфарову, который и перенес впоследствии название села на расположенные рядом села Пилюгино и Волынщино.
На новом месте села в 1817 году, помещицей Надеждой Васильевной Краевской, была построена каменная церковь во имя Архистрига Михаила. Престолов в ней три: главный — в честь Владимирской иконы Божьей Матери; в приделах — во имя Архистратига Божьего Михаила и во имя Святителя Митрофания Воронежского. В этой церкви хранилась явленная икона Владимирской Божьей Матери, икона явилась в соседней деревне Дубенки, возле родника (на 1 октября 2015 года источник существует). С 1891 по 1895 годы в церкви Владимирской иконы Божией Матери села служил иерей Покровский Николай Сергеевич и преподавал закон божий в местной земской школе.
В 1859 году здесь было: деревня Старое Никулино и село Волынское, в которой была православная церковь и ярмарка.
В 1888 году открыта церковно-приходская школа.
К концу XIX века деревня Старое Никулино и село Волынское объединились в одно — село Старое Никулино.
На октябрь 2015 года состояние села выглядит удручающе. Жильцов практически не осталось. Хотя надо отдать должное, оставшиеся дома выглядят добротно. В селе сохранилась Церковь Владимирской иконы Божией Матери. Установлен памятник ветеранам ВОВ.

## Население
- В 1678 году село с населением — 80 человек.
- В 1903 году население составляло 229 человек.
- На 2010 год — 10 человек.

## Известные уроженцы
11 августа 1921 года в селе родился Богатов, Пётр Антонович — командир батареи, капитан, Герой Советского Союза.

## Достопримечательности
- Владимирская церковь (Церковь Владимирской иконы Божией Матери) [4][5][6][7][8][9][10][11][12][13].

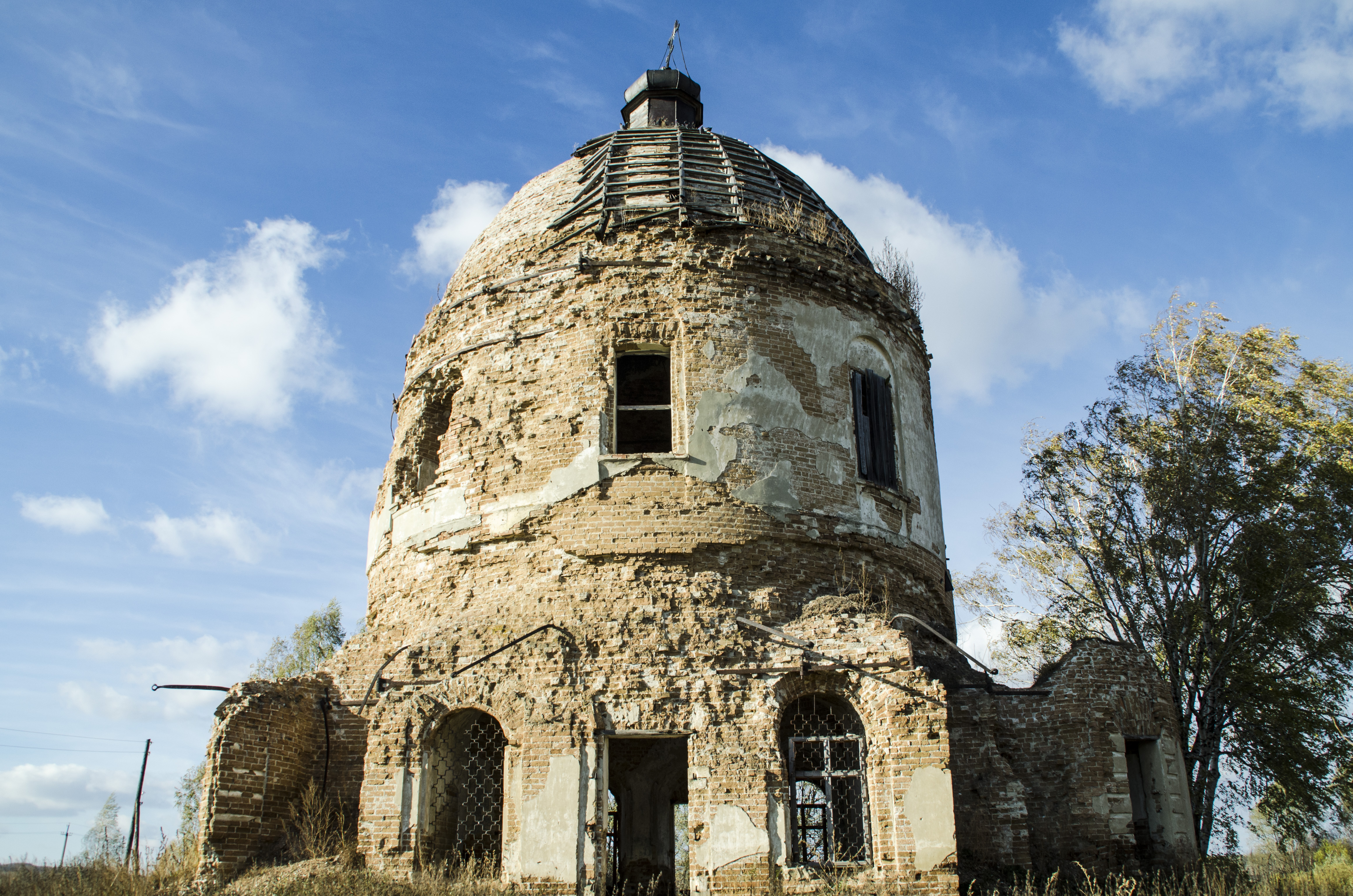
Церковь Владимирской иконы Божией Матери (юго-восточная сторона)
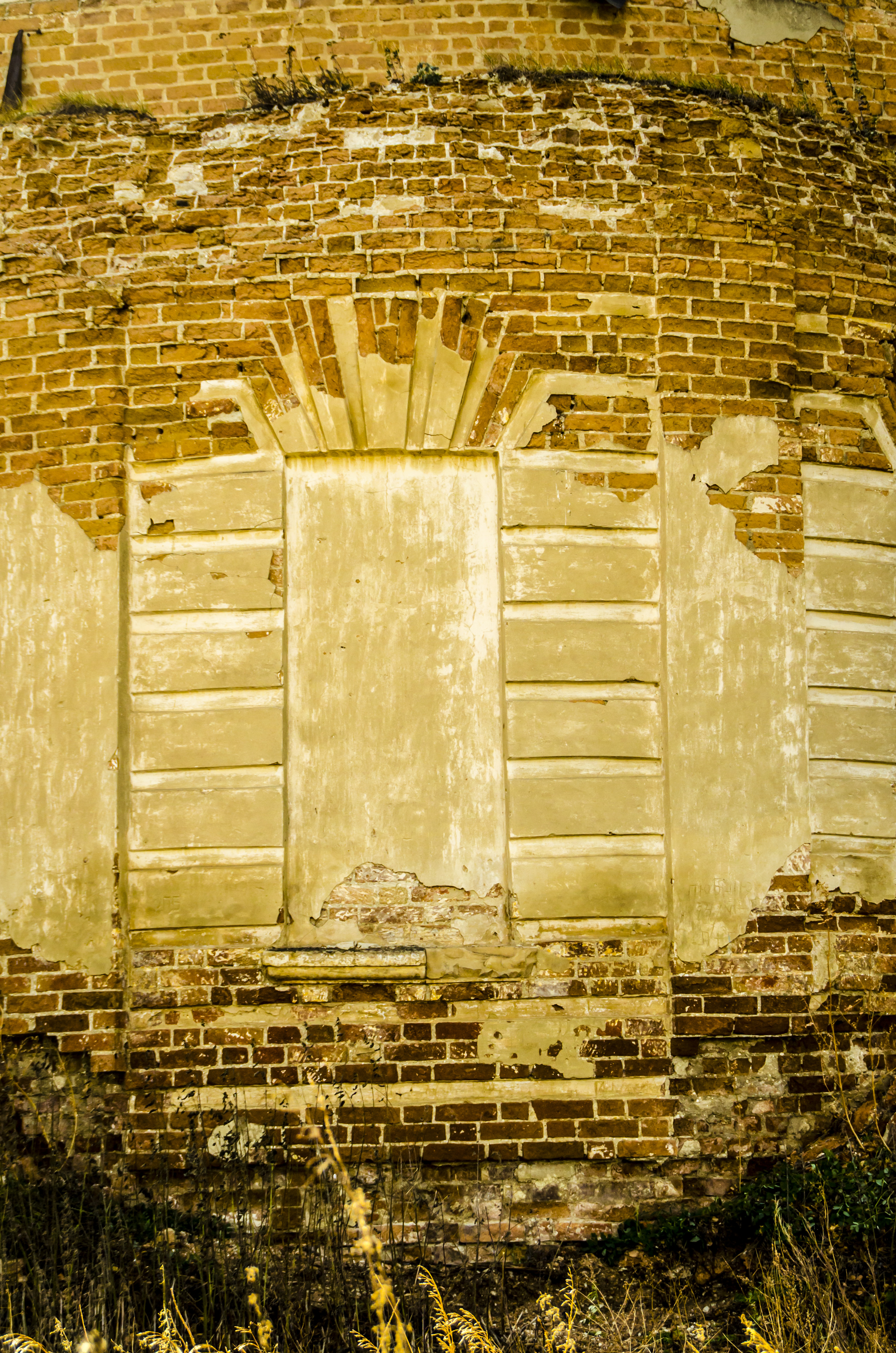
Северо-восточная стена храма
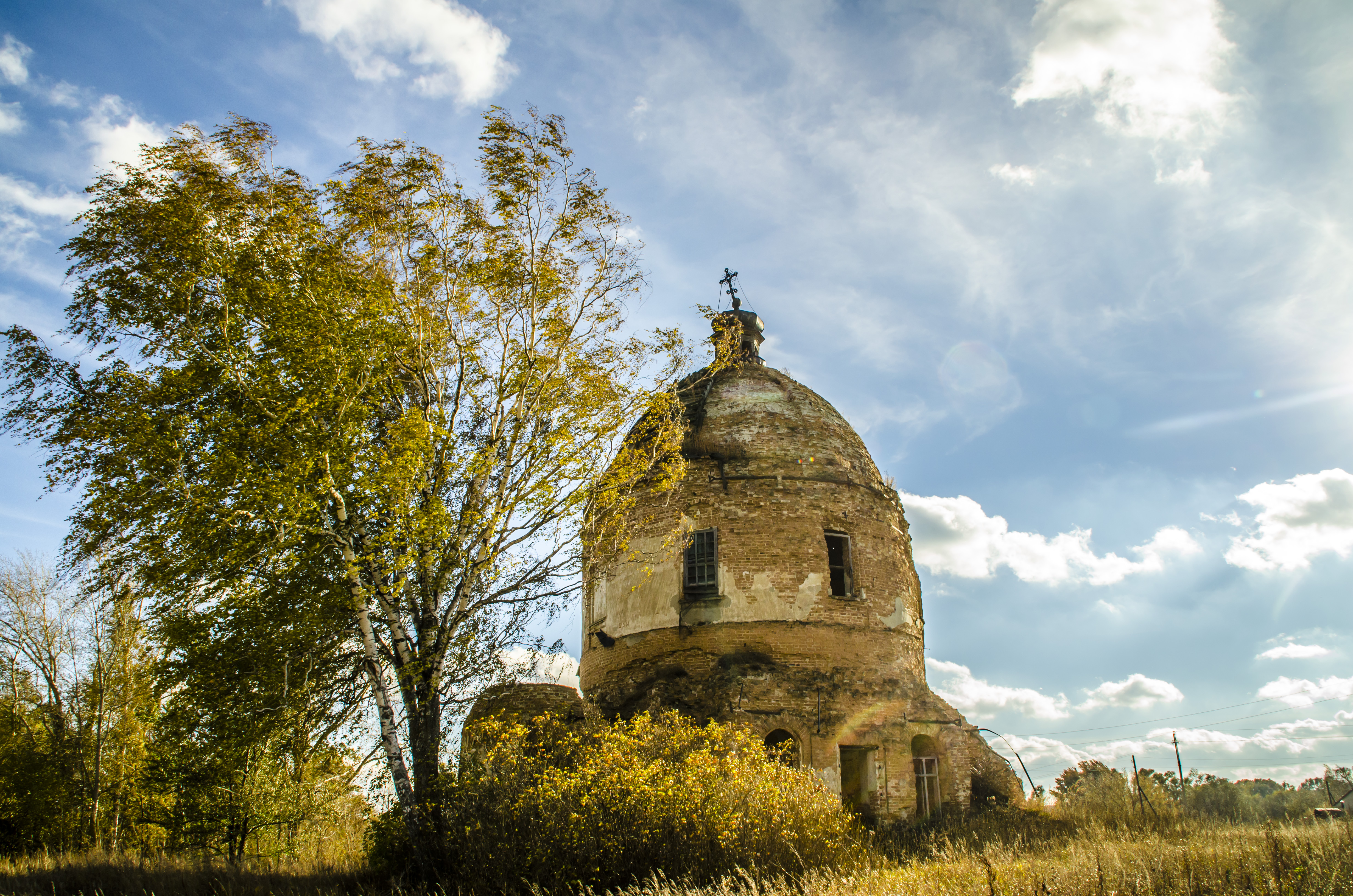
Церковь Владимирской иконы Божией Матери (Северная сторона)
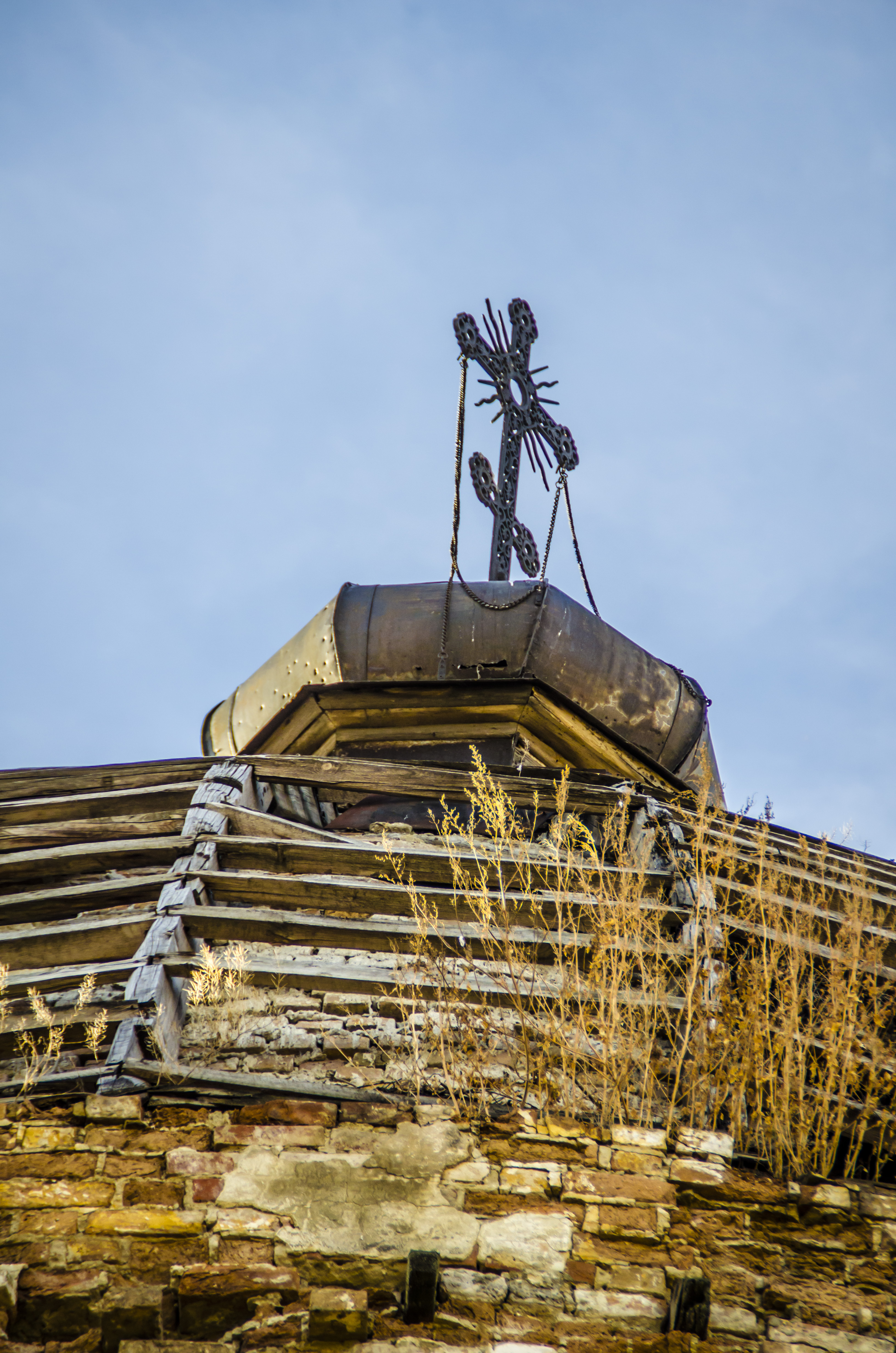
Крест на храме
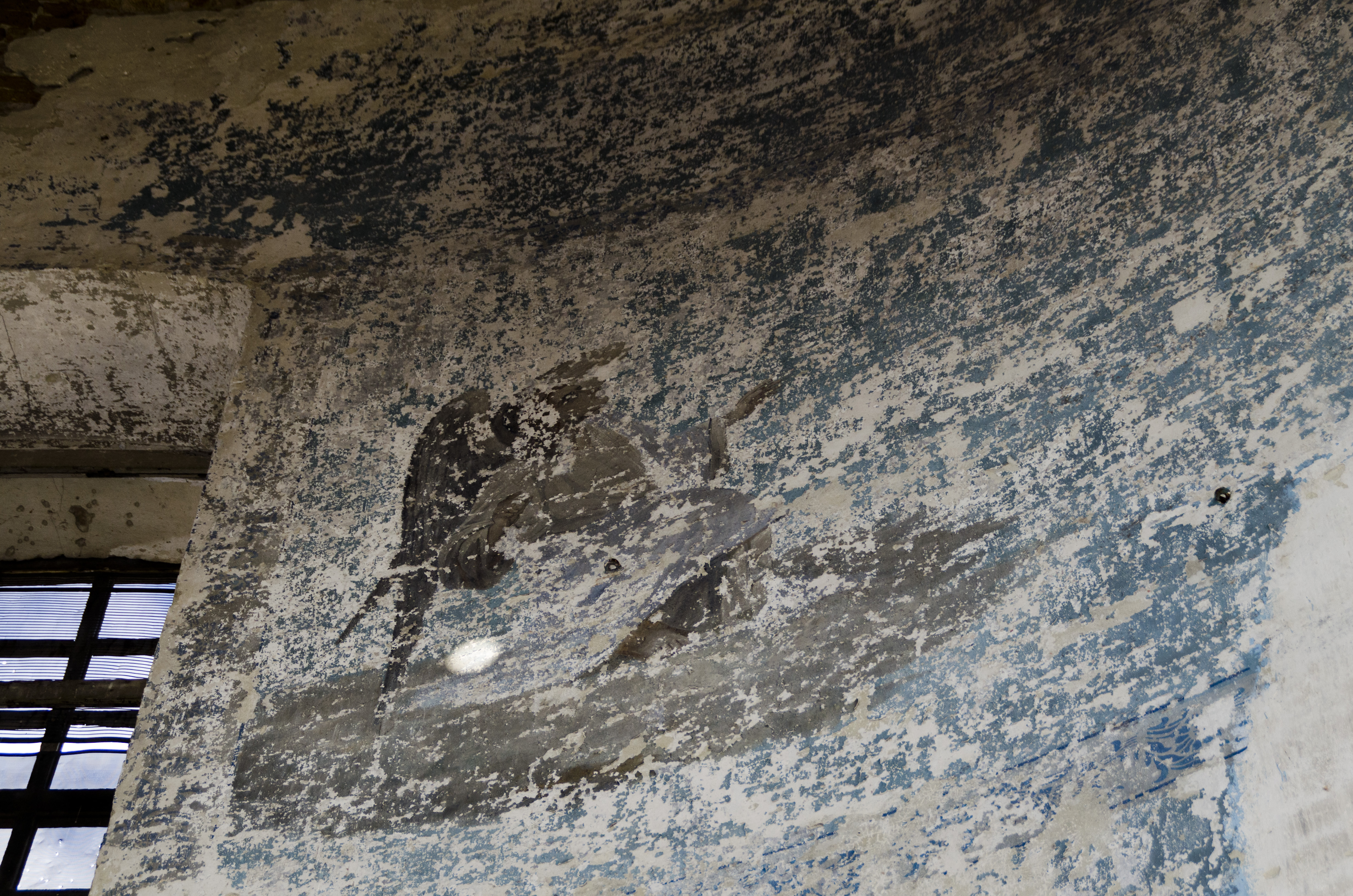
Фреска
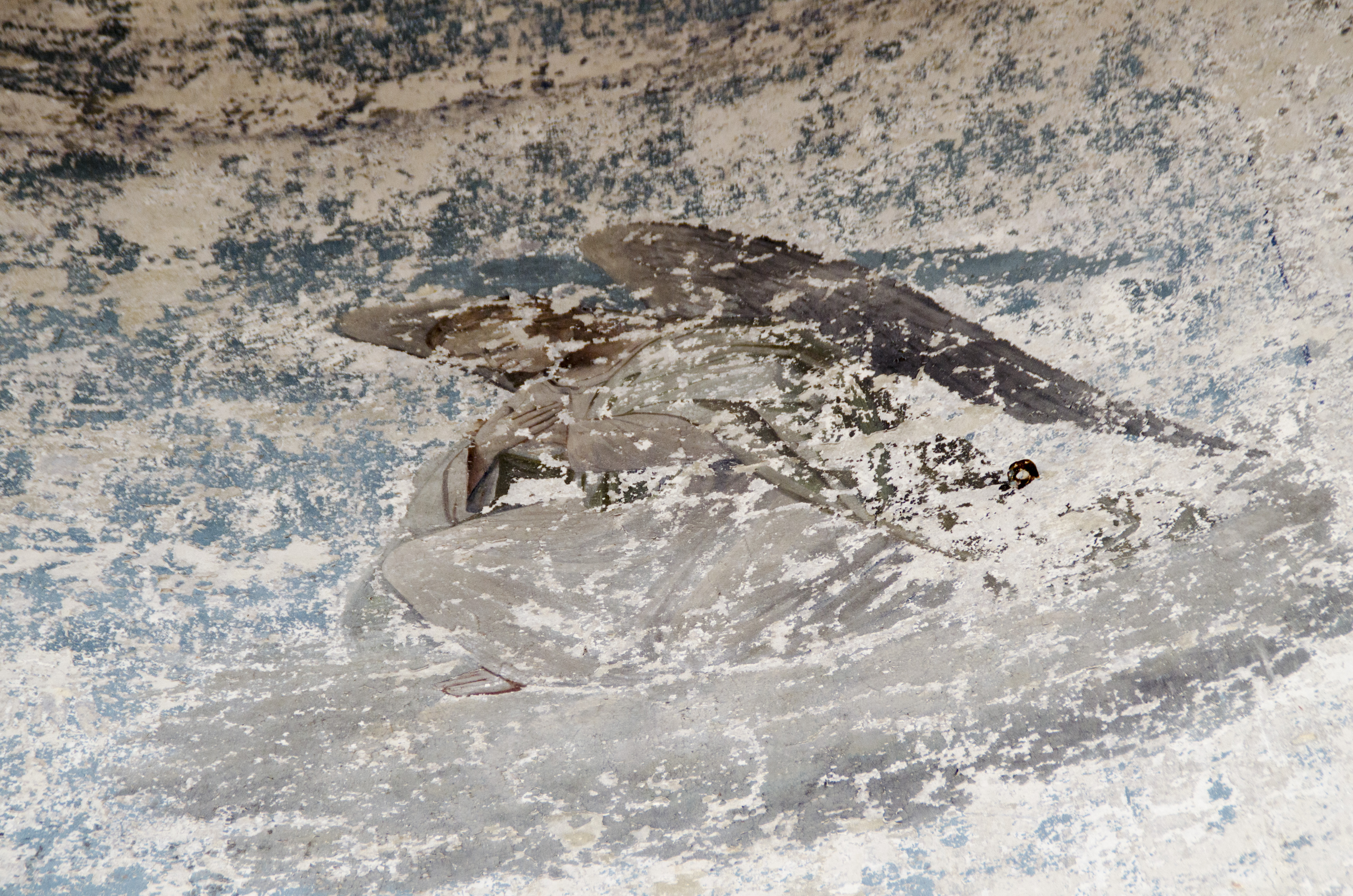
Фреска (Архистратиг Михаил)
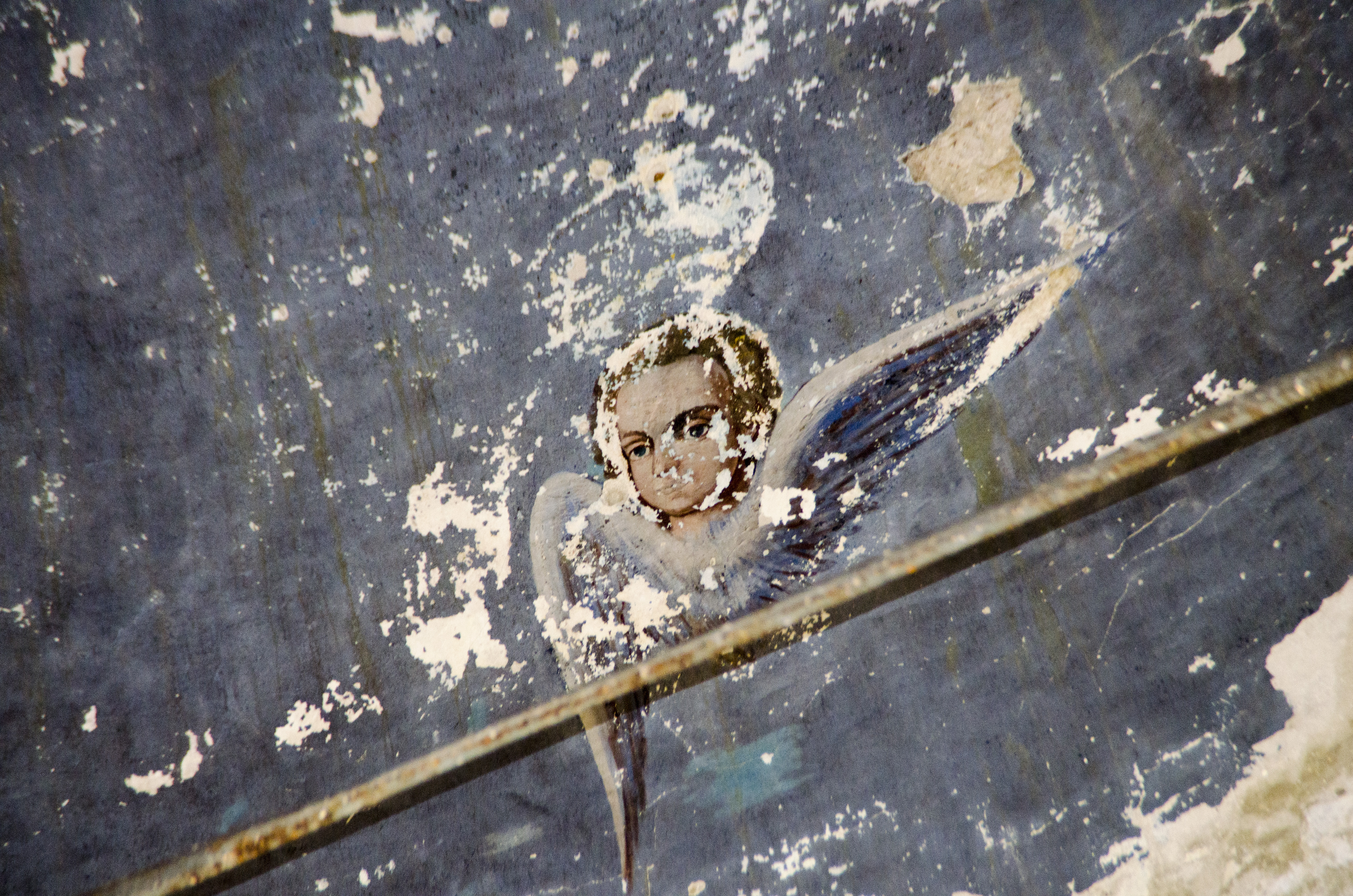
Фреска (Ангел)
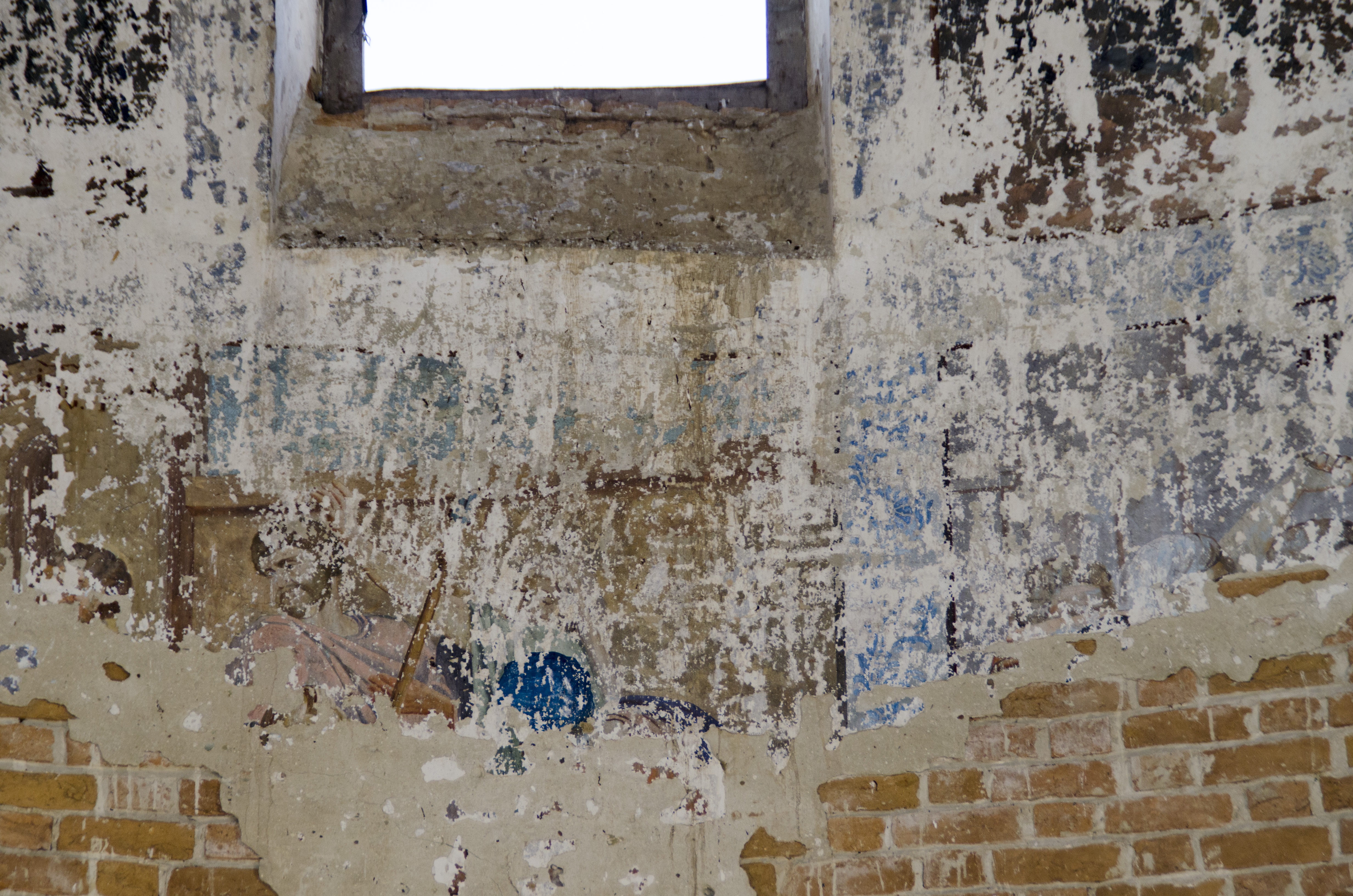
Фреска
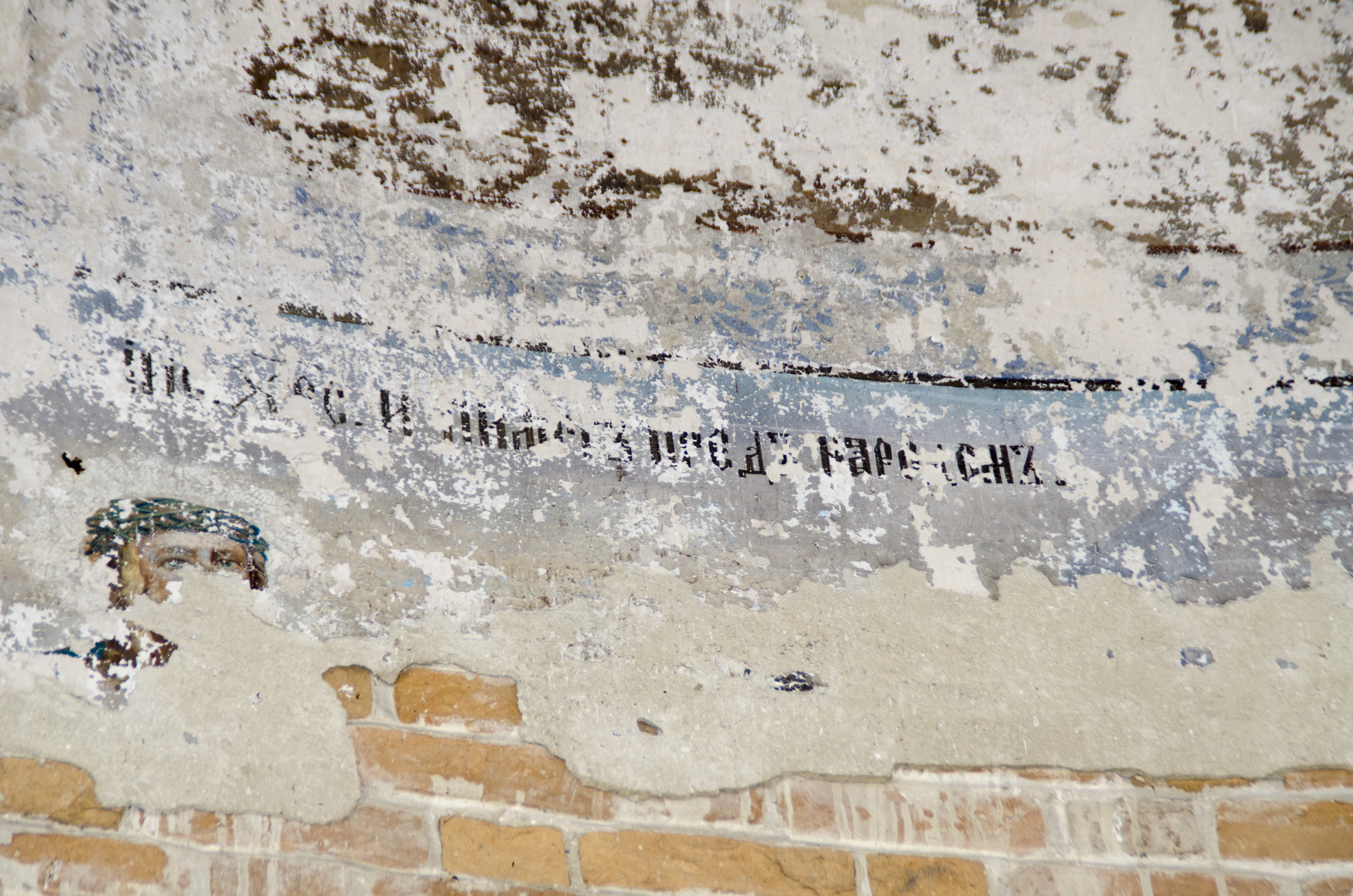
Фреска
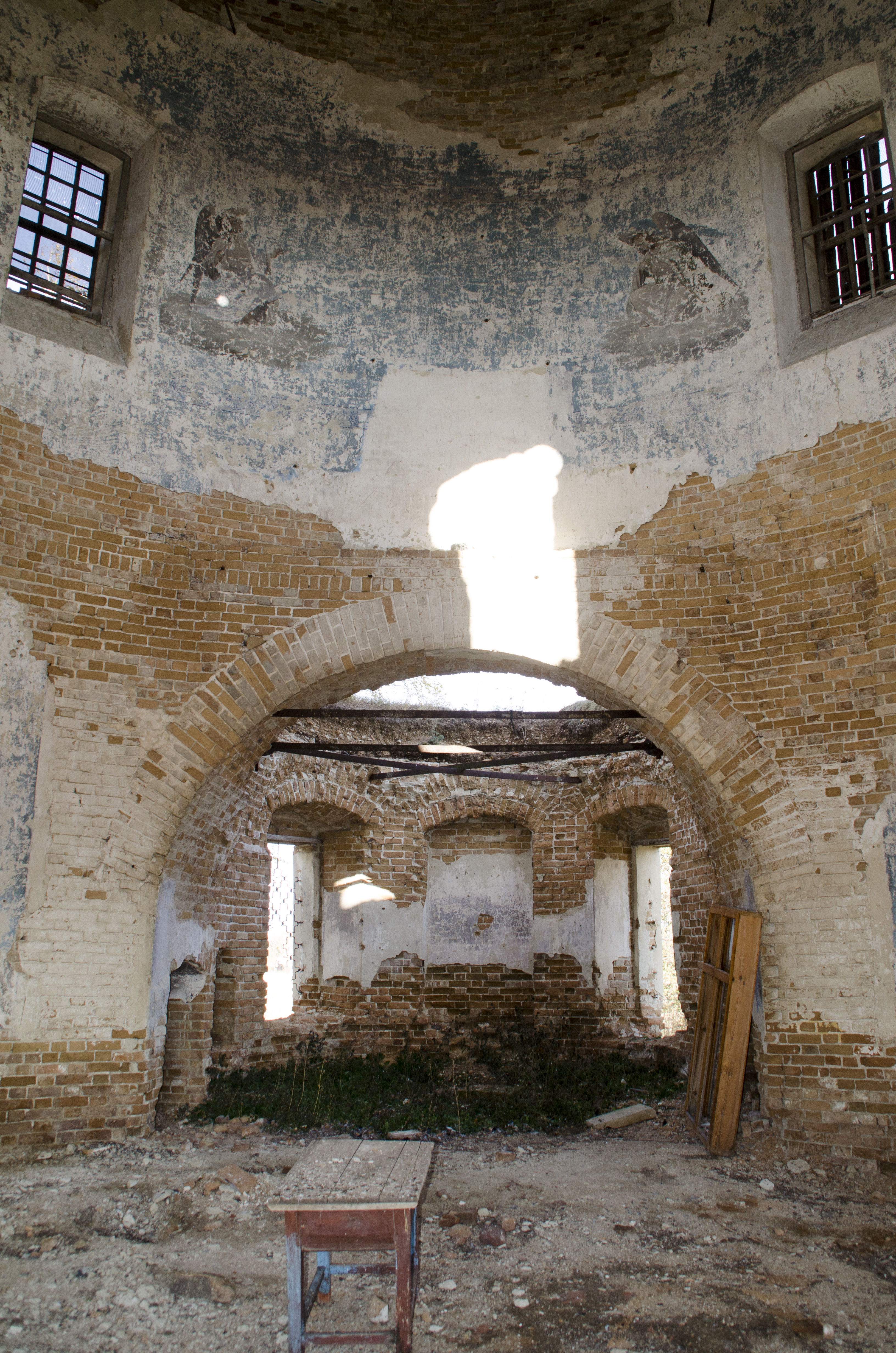
Внутри храма (вид на Красный угол)
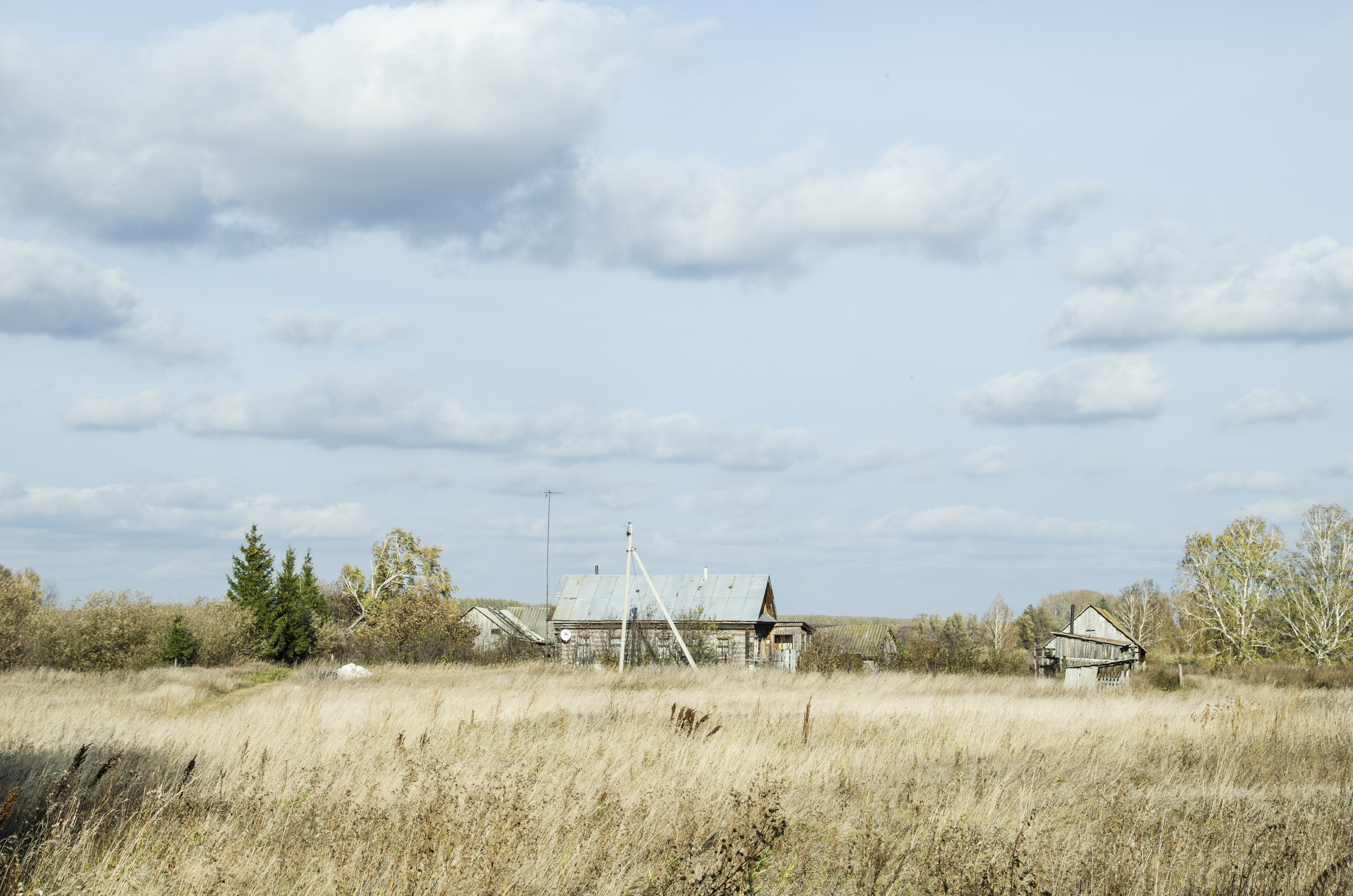
Жилой дом
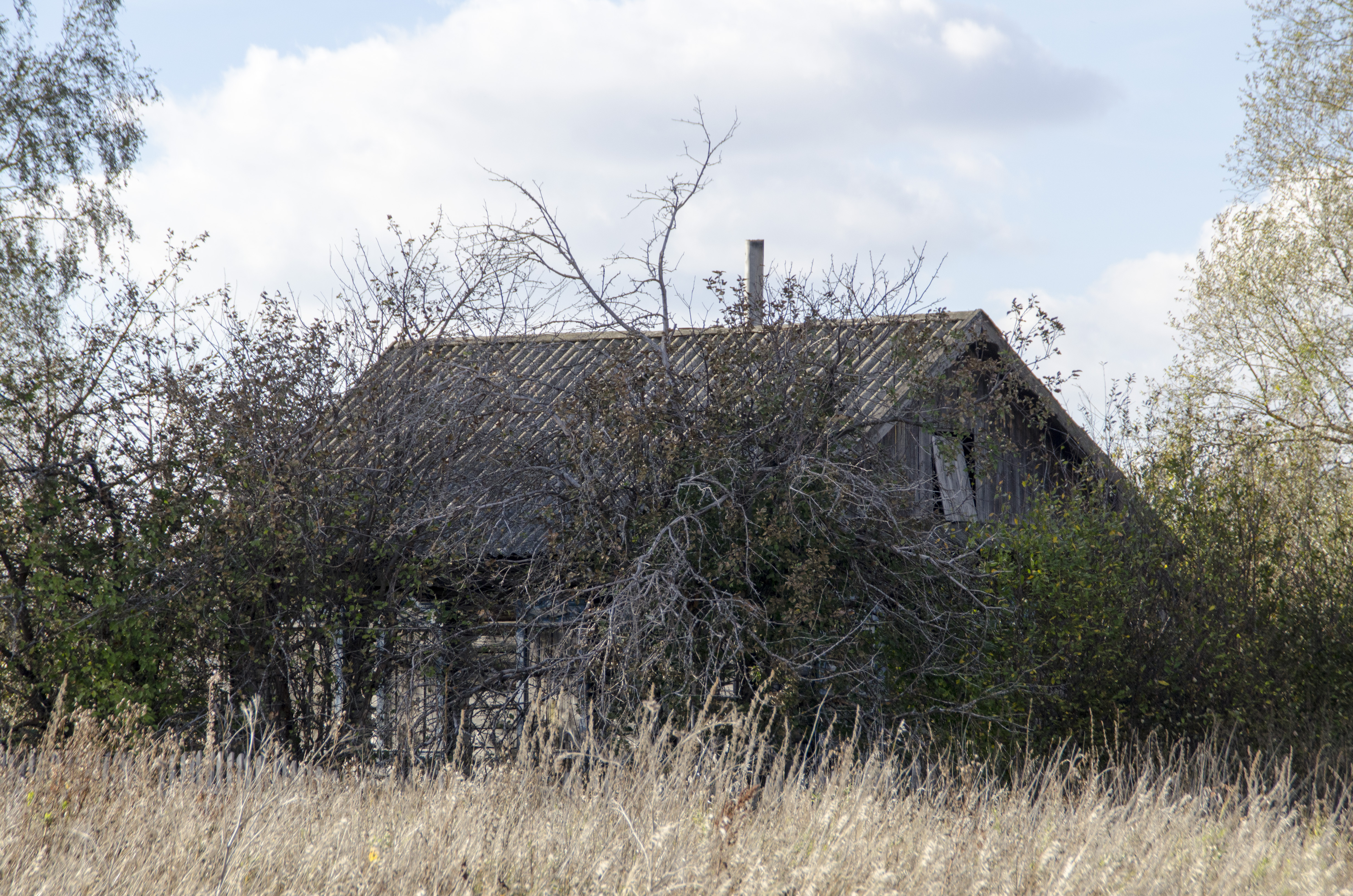
Жилой дом
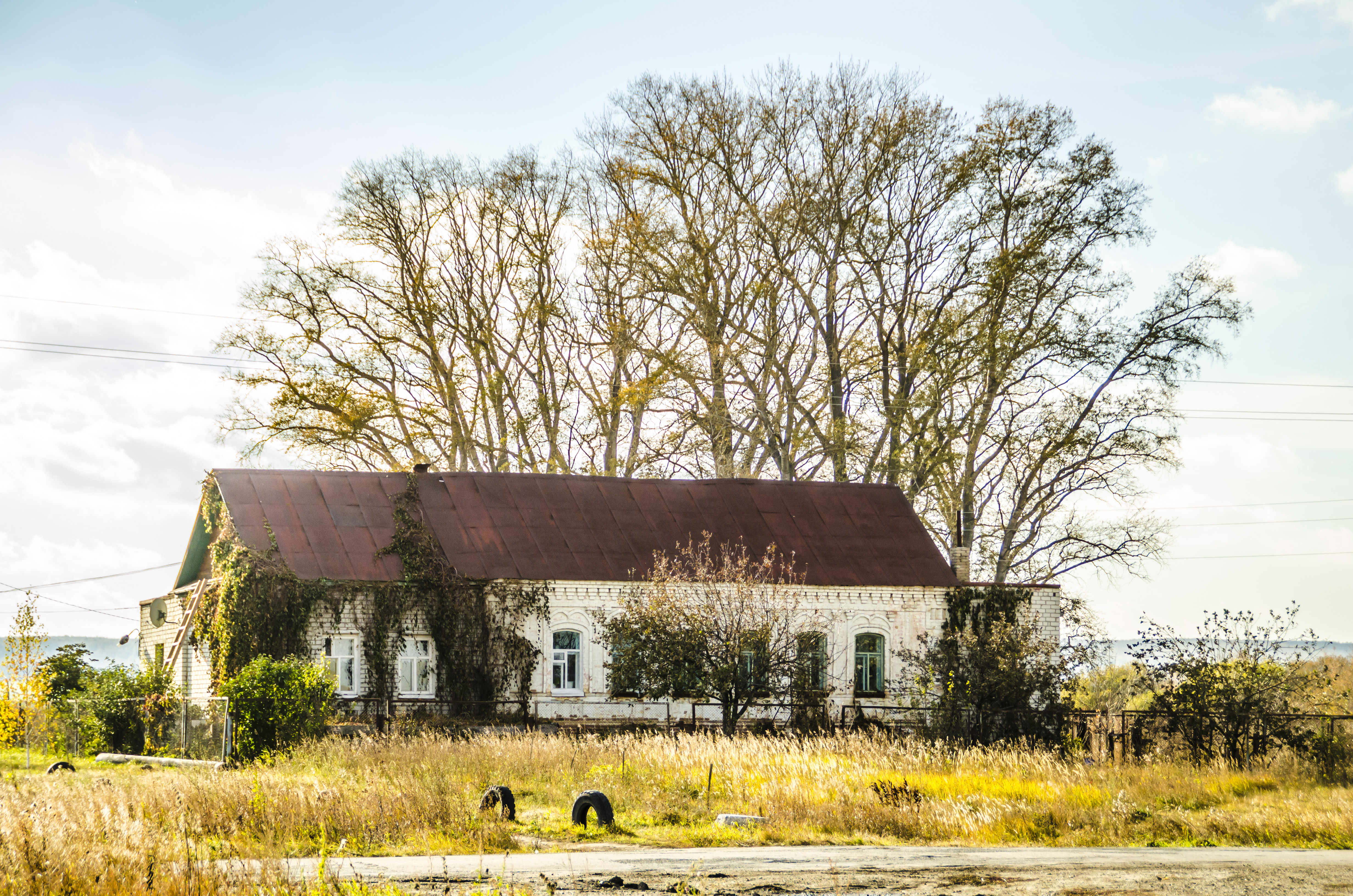
Жилой дом напротив церкви
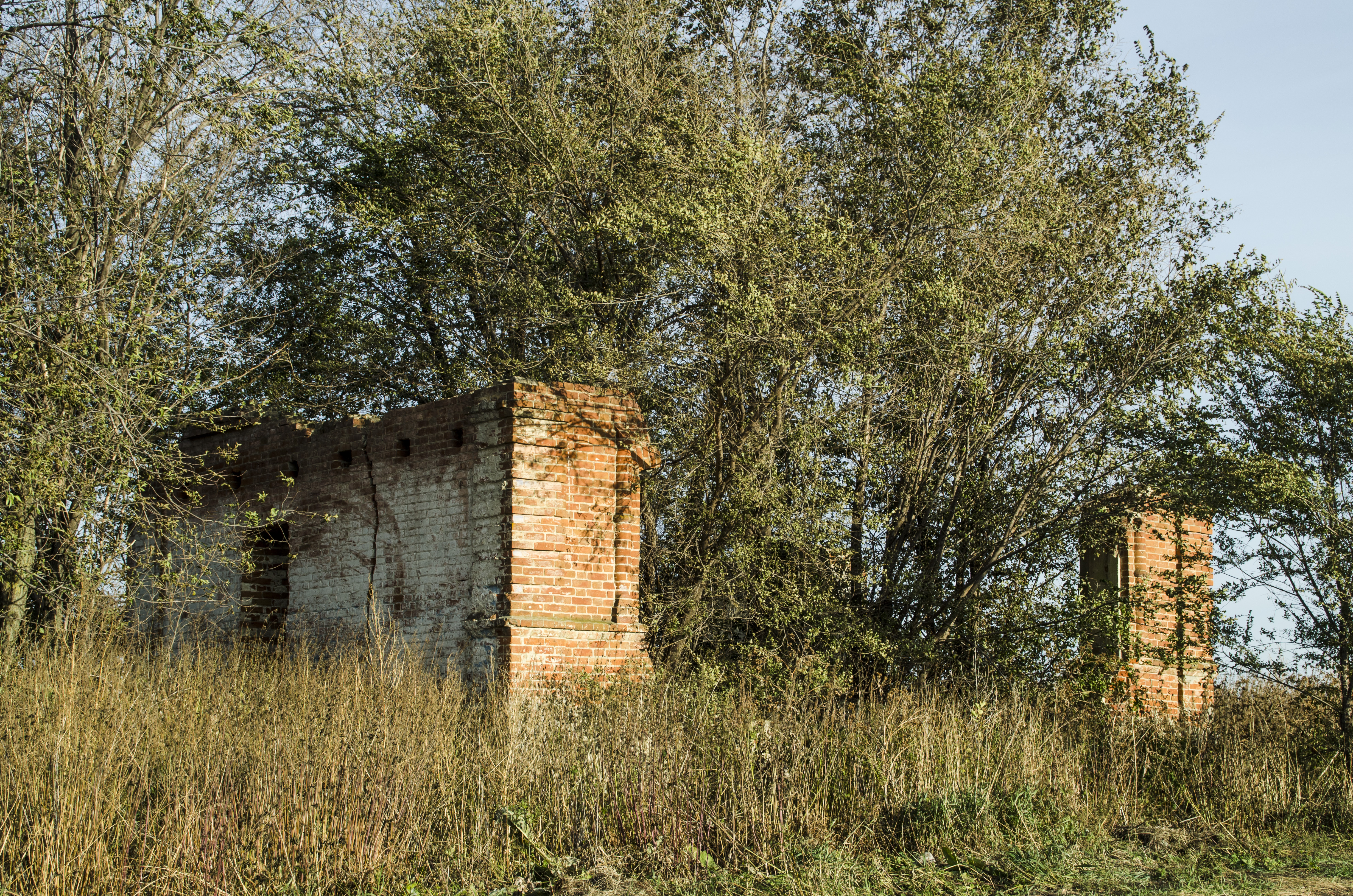
Развалины Церковно-приходской школы, построенной в 1888 году.